# Віслянські Жулави

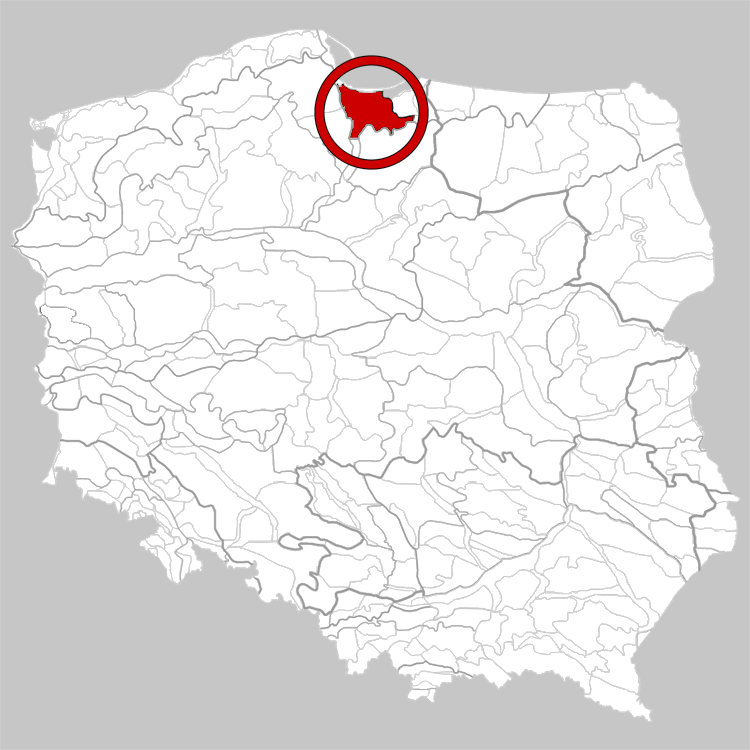
На карті Польщі.

Віслянські Жулави (Жулави; пол. Żuławy Wiślane) — низовинна область в північній частині Польщі, в дельті Вісли.
Площа району складає близько 1 000 км². Жулави відокремлені від Балтійського моря пісчаними дюнами, складені алювіальними наносами. Частина території знаходиться нижче рівня моря (до -1,8 м). Тут збудовані численні дамби і більше 17 000 км меліоративних каналів.
На півдні району вирощується пшениця, цукровий буряк, конопля; на півночі і сході — молочне тваринництво, на північному заході — овочівництво.